# Schefflera fosbergiana
Schefflera fosbergiana är en araliaväxtart som först beskrevs av Luciano Bernardi, och fick sitt nu gällande namn av Luciano Bernardi. Schefflera fosbergiana ingår i släktet Schefflera och familjen araliaväxter. Inga underarter finns listade.